# 苗易彬
苗易彬（1958年1月27日—）是一位英國政治家。 他是英國工黨達靈頓 ( Darlington ) 議員，曾是衛生大臣，但因與其家庭生活不平衡而請辭。後於工黨2005年大選中担任蘭卡斯特公爵領地總裁一職。
2012年7月，苗易彬擔任新設立、政府轄下的社會流動委員會主席，旨在幫助及改善基層生活，消除社會不公。惟在2017年12月，主席及全體委員集體辭職，不滿文翠珊專注處理「脫歐」，兼顧不到改善民生的議題。

## 外部連結
- 苗易彬 官方網頁
- 衛報：無限政治：問亞里斯多德：苗易彬閣下 （页面存档备份，存于）
- TheyWorkForYou.com （页面存档备份，存于）
- BBC相關
- 支持者網站 （页面存档备份，存于）

| 官衔          | 官衔                             | 官衔          |
| ------------- | -------------------------------- | ------------- |
| 前任： 拜爾斯 | 財政部首席秘書 1998 – 1999       | 繼任： 施安澤 |
| 前任： 多布森 | 衛生大臣 1999 – 2003             | 繼任： 韋俊安 |
| 前任： 艾力生 | 蘭卡斯特公爵領地總裁 2004 – 2005 | 繼任： 夏 敦  |